# Full Moon Party

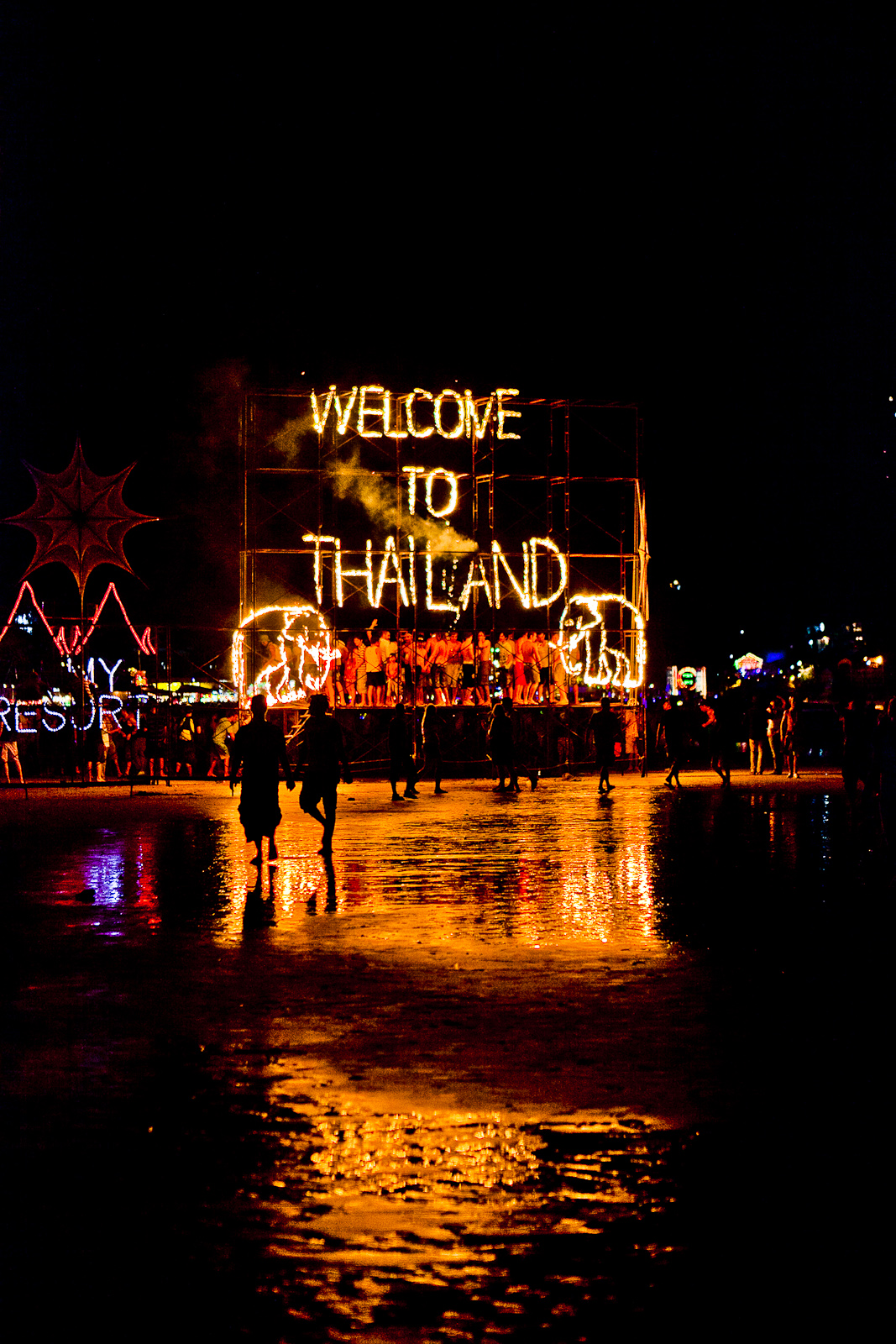
Full moon party

Die Full Moon Party ist eine Veranstaltung, die seit 1985 zu jeder Vollmondnacht am Strand von Haad Rin, am südlichen Ostende der Insel Ko Pha-ngan in Thailand, stattfindet. Der gesamte Strand (und auch die anliegenden Lokale) ist dabei Tanzfläche für unzählige junge Menschen, die hier zu House, Techno, Trance, Goa, Reggae, R & B und Drum and Bass tanzen und feiern. Die Veranstaltung zählt neben dem Burning Man und der Street Parade zu einem der größten, bekanntesten und wichtigsten Szene Events und Partys der Welt. Oft tummeln sich weit über 30.000 Besucher auf der kleinen, kaum 10 km großen Insel.

## Geschichte
Ende der 1980er Jahre fand erstmals eine private (Geburtstags-)Party in einer Bungalowanlage statt. Eine Handvoll Touristen feierte zu psychedelischer Trance-Musik. Sie dachten, dass der Strand gut geeignet sei, um den Vollmond zu bewundern. Weil die Feierlichkeit offenbar gelungen war, wurde das Fest schon bald wiederholt und entwickelte sich innerhalb kurzer Zeit zu einem Geheimtipp unter Rucksacktouristen und Aussteigern. In den 1990ern formte sich eine eigene Partykultur rund um die Full Moon Party und fand stetig mehr Anhänger. Am Strand von Haad Rin schlossen sich immer mehr Bars und Diskos dem Trend an und versorgen während der Veranstaltung ihren "Strandabschnitt" mit ihrer Musik und Getränken. Heute ist ein Platz am Strand sehr begehrt, da er für den jeweiligen Betreiber ein hohes Einkommen bedeutet. Schon recht früh wurde jedoch auch von Drogentoten und Gewaltverbrechen berichtet. Heute ist die Veranstaltung ein Massenevent, welches von 7.000 bis 30.000 Menschen (abhängig von Jahreszeit, Saison und speziellen Anlässen wie beispielsweise Neujahr) besucht wird und in jedem Touristenführer zu finden ist. Auch die Musik hat sich der Zeit entsprechend verändert, und nun sind quasi alle gängigen Musikstile vertreten. Der Ort Haad Rin hat bereits einen Großteil seiner Infrastruktur rund um das Event konzipiert und die Preise (sowohl für Unterkunft als auch Nahrung und Dienstleistungen) steigen auch schon Tage vor der Party deutlich an. Durch den Erfolg der Full Moon Partys werden in letzter Zeit zusätzlich „Black-Moon“ (am Strand), zwei „Half-Moon“, eine „Shiva Moon“, mehrere „Jungle-Experience“ (jeweils im Regenwald) und „Oxa Beach“ (am Strand) Partys veranstaltet, so dass praktisch jeden Abend Partys in Haad Rin oder den umliegenden Ortschaften Ban Kai / Ban Tai stattfinden.

## Publikum
Während die erste Generation der Besucher noch aus Aussteigern, Weltenbummlern, Post-Hippies und klassischen Rucksacktouristen bestand, so hat sich die Klientel aufgrund der Größe und verbesserten Infrastruktur grundlegend verändert. Speziell bei jungen Reisenden (und nun auch Pauschaltouristen) zwischen 20 und 30 Jahren ist die Full Moon Party aufgrund ihrer Bekanntheit nicht selten ein fester Bestandteil ihrer Reiseplanung. Auch Einheimische entdeckten in den letzten Jahren die Veranstaltung vermehrt für sich und sind in immer größeren Zahlen anzutreffen. Auch bei internationalen Promis und DJs ist der Event beliebt.

## Besonderheiten
- Der Hollywoodfilm The Beach mit Leonardo DiCaprio greift das Lebensgefühl der Party, Zeit und Szene filmisch auf.
- Es gibt einen Eintritt von 200 Bath. Das Event setzt sich aus hunderten kleinen Veranstaltungen zusammen. Dieser Punkt ist nahezu einzigartig auf der Welt.